# Ricardo Bonelli
Ricardo Bonelli (Lanús, 28 de octubre de 1932-Tampico, 25 de julio de 2009) - fue un futbolista argentino, que jugaba de delantero. Lo apodaban Mono.

## Trayectoria

### Carrera en clubes

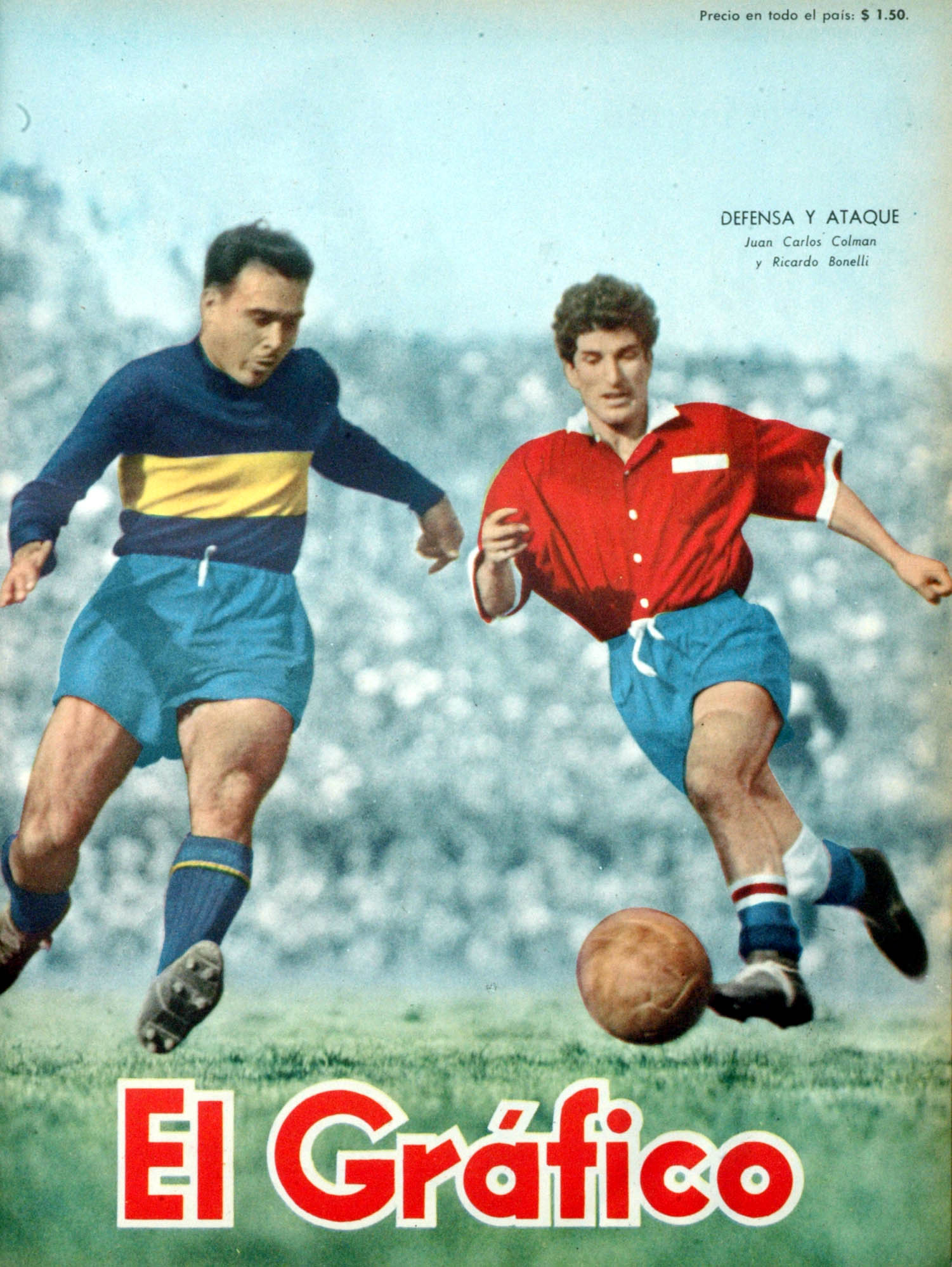
Juan Carlos Colman (Boca) y Ricardo Bonelli (Independiente) en 1954.

Como jugador del Club Atlético Independiente de Avellaneda, Bonelli participó, en 1953, del famoso partido en el Estadio Santiago Bernabéu, en el que el club de Argentina derrotó al poderoso Real Madrid por la abultada cifra 6 a 0.
En Independiente jugó junto a jugadores como Rodolfo Micheli, Carlos Cecconato, Ernesto Grillo y Osvaldo Cruz, entre otros.
En 1959 emigró a México para jugar en el Club Deportivo Tampico A.C..
Bonelli está considerado entre los más grandes delanteros de la historia de Independiente, donde jugó 134 partidos y marcó 53 goles.

### Selección nacional
Siendo jugador de Independiente fue convocado para la Selección Argentina de fútbol para disputar la Copa América 1955, donde Argentina logró consagrarse campeón en el campeonato sudamericano. Bonelli jugó tres partidos - contra Paraguay (fue sustituido a los 68 minutos por José Borello), Ecuador (anotó un gol, y a los 65 minutos, fue sustituido por Borello) y Perú (Borello lo reemplazó a los 80 minutos).
También como jugador del club Independiente participó en el torneo sudamericano de selecciones, la Copa América 1956, donde fue subcampeón de Argentina en el torneo sudamericano. Bonelli jugó tres partidos - contra Perú (en el minuto 78 fue sustituido por Francisco Loiácono), Chile (sólo medio tiempo - fue sustituido en el descanso por Loiácono) y Paraguay.

## Retiro
Después de retirarse se quedó a vivir en México y consiguió la nacionalidad de ese país en 1986.